# DOME TOUR 2025 "BABEL no TOH"
「Mrs. GREEN APPLE DOME TOUR 2025 "BABEL no TOH"」（ミセス・グリーン・アップル ドーム・ツアー ニセンニジュウゴ "バベルノトウ"）は、日本のロックバンド・Mrs. GREEN APPLEが2025年10月から12月にかけて開催予定のドームツアー。

## 概要
2023年8月13日、ベルーナドームにて開催されたドームライブ「Mrs. GREEN APPLE DOME LIVE 2023 "Atlantis"」の終演後、続編となる「BABEL no TOH」の制作決定が発表され、2025年5月3日に詳細とティザーが解禁された。

## 日程
| 公演日 | 公演日   | 公演日 | 都市           | 会場                                      |
| 年     | 月日     | 曜日   | 都市           | 会場                                      |
| ------ | -------- | ------ | -------------- | ----------------------------------------- |
| 2025年 | 10月25日 | 土曜   | 愛知県名古屋市 | バンテリンドーム ナゴヤ                   |
| 2025年 | 10月26日 | 日曜   | 愛知県名古屋市 | バンテリンドーム ナゴヤ                   |
| 2025年 | 11月1日  | 土曜   | 北海道札幌市   | 大和ハウス プレミストドーム（札幌ドーム） |
| 2025年 | 11月2日  | 日曜   | 北海道札幌市   | 大和ハウス プレミストドーム（札幌ドーム） |
| 2025年 | 11月8日  | 土曜   | 福岡県福岡市   | みずほPayPayドーム福岡                    |
| 2025年 | 11月9日  | 日曜   | 福岡県福岡市   | みずほPayPayドーム福岡                    |
| 2025年 | 11月15日 | 土曜   | 大阪府大阪市   | 京セラドーム大阪                          |
| 2025年 | 11月16日 | 日曜   | 大阪府大阪市   | 京セラドーム大阪                          |
| 2025年 | 12月15日 | 月曜   | 東京都文京区   | 東京ドーム                                |
| 2025年 | 12月16日 | 火曜   | 東京都文京区   | 東京ドーム                                |
| 2025年 | 12月19日 | 金曜   | 東京都文京区   | 東京ドーム                                |
| 2025年 | 12月20日 | 土曜   | 東京都文京区   | 東京ドーム                                |